# 穆拉韋伊尼亞河
穆拉韋伊尼亞河（烏克蘭語：Муравейня），是烏克蘭東北部的河流，屬於斯維薩河的右支流。該河發源自穆拉韋伊尼亞，流經蘇梅州的紹斯特卡區，河道全長13公里。